# Nervo surale
Il nervo surale è un nervo sensoriale presente nella regione del polpaccio (sura), nella gamba. Esso è costituito da ramificazioni laterali del nervo tibiale e del nervo peroneo comune. Due rami cutanei, mediale e laterale, formano il nervo surale. Il ramo cutaneo mediale deriva dal nervo tibiale mentre il ramo laterale deriva dal nervo peroneo comune. Il nervo tibiale e il nervo peroneo comune si originano dalla divisione in due rami del nervo sciatico, nella fossa poplitea. Mentre il nervo tibiale viaggia lungo la fossa poplitea, prima di arrivare sotto il gastrocnemio, emana un ramo cutaneo che è il nervo cutaneo surale mediale. Questo nervo si estende lateralmente sopra il capo laterale del gastrocnemio. Il nervo peroneo comune dà vita anche ad un piccolo ramo cutaneo, noto come nervo cutaneo surale laterale. Quando il nervo peroneo comune è diviso dal nervo sciatico, viaggia parallelo alla porzione distale del bicipite femorale e verso la testa del perone. Il piccolo ramo cutaneo emerge laddove il nervo peroneo comune viaggia verso la testa del perone. Il nervo prosegue lungo la gamba sul lato posteriore-laterale, quindi posteriore al malleolo laterale dove penetra in profondità e raggiunge la tuberosità laterale del quinto dito, dove ramifica.